# Economía laboral
La economía laboral es la rama de la economía especializada en el estudio del mundo del trabajo. Dependiendo de cual sea el enfoque adoptado dentro de los existentes en la ciencia económica, el análisis de los aspectos laborales de la economía adquirirá características particulares y distintivas de los demás. En la economía contemporánea es dominante el enfoque neoclásico.
Los mercados de trabajo o mercados laborales funcionan a través de la interacción entre trabajadores y empresarios. La economía del trabajo examina a los proveedores de servicios laborales (trabajadores) y a los demandantes de servicios laborales (empleadores), e intenta comprender el patrón resultante de salarios, empleo e ingresos. Estos patrones existen porque se supone que cada individuo en el mercado toma decisiones racionales basadas en la información que conoce sobre el salario, el deseo de proporcionar mano de obra y el deseo de ocio. Los mercados laborales suelen estar delimitados geográficamente, pero el auge de Internet ha dado lugar a un "mercado laboral planetario" en algunos sectores.
El trabajo es una medida del trabajo realizado por los seres humanos. Convencionalmente se contrapone a otros factores de producción, como tierra y capital. Algunas teorías se centran en el capital humano, o en el espíritu empresarial, que se refiere a las habilidades que poseen los trabajadores y no necesariamente al trabajo real que producen). El trabajo es único de estudiar porque es un tipo especial de bien que no puede separarse del propietario (es decir, el trabajo no puede separarse de la persona que lo realiza). Un mercado laboral también se diferencia de otros mercados en que los trabajadores son los proveedores y las empresas los demandantes.
Entre los problemas principales que entran en el campo de estudio de la economía laboral están el desempleo, el nivel de salarios, la productividad del trabajo, la calidad y estabilidad de los empleos entre otros.

## Análisis macro y micro de los mercados de trabajo
La economía del trabajo tiene dos vertientes. La economía del trabajo puede considerarse generalmente como la aplicación de las técnicas de microeconomía o macroeconomía al mercado laboral. Las técnicas microeconómicas estudian el papel de los individuos y las empresas individuales en el mercado laboral. Las técnicas macroeconómicas estudian las interrelaciones entre el mercado laboral, el mercado de bienes, el mercado monetario y el mercado de comercio exterior. Estudian cómo estas interacciones influyen en variables macroeconómicas como los niveles de empleo, las tasas de participación, la renta agregada y el producto interior bruto.

## Macroeconomía de los mercados de trabajo

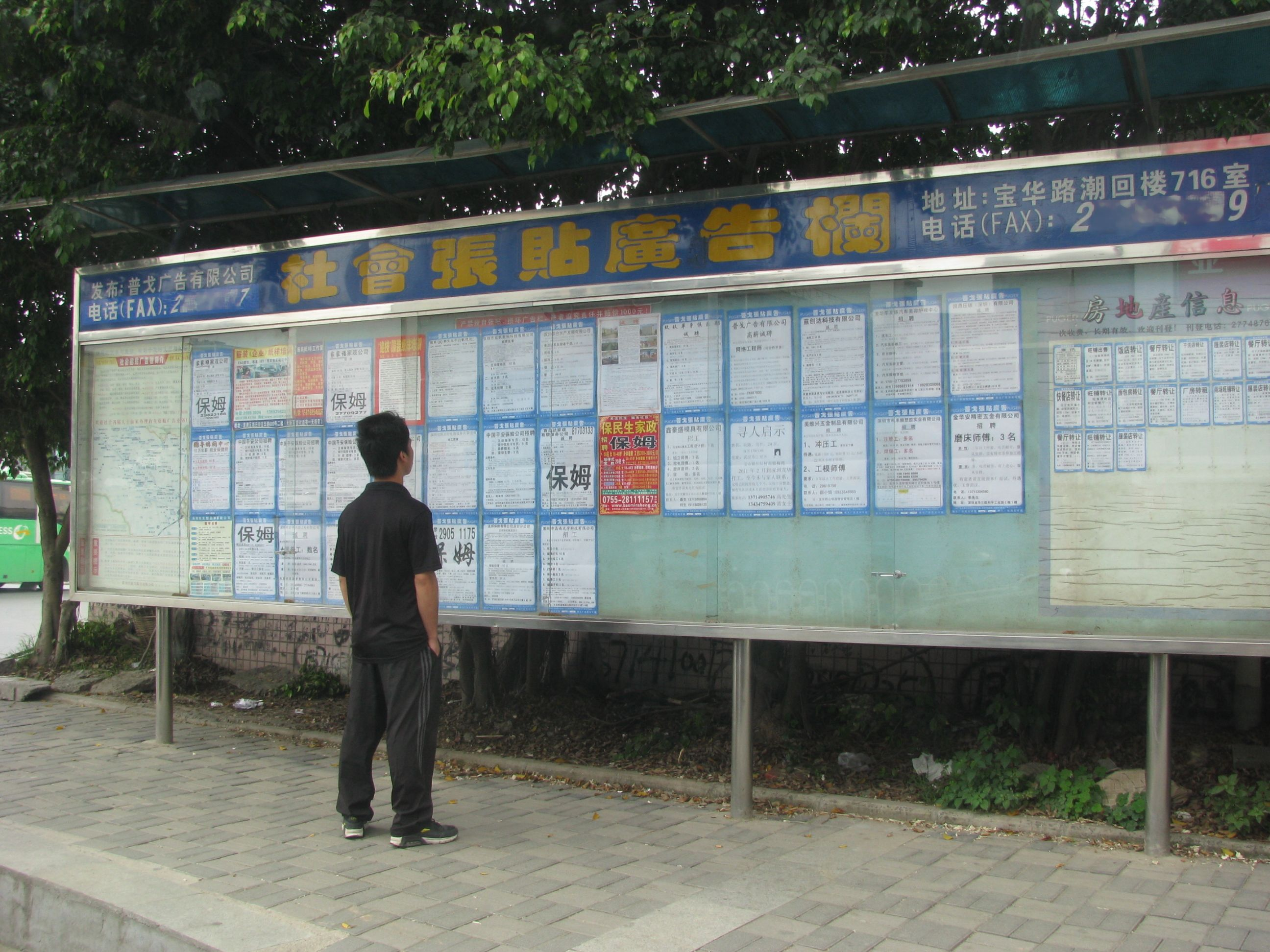
Tablón de anuncios de trabajo en Shenzhen.

El mercado de trabajo en la teoría macroeconómica muestra que la oferta de mano de obra supera a la demanda, lo que se ha demostrado por el crecimiento de los salarios que va por detrás del crecimiento de la productividad. Cuando la oferta de mano de obra supera a la demanda, los salarios se enfrentan a una presión a la baja debido a la capacidad del empleador para elegir de una reserva de mano de obra que supera la reserva de puestos de trabajo. Sin embargo, si la demanda de mano de obra es mayor que la oferta, los salarios aumentan, ya que los empleados tienen más poder de negociación y los empresarios tienen que competir por una mano de obra escasa.
La fuerza de trabajo (LF) se define como el número de personas en edad de trabajar, que están empleadas o buscando activamente trabajo (desempleados). La tasa de participación de la población activa (LFPR) es el número de personas que forman parte de la población activa dividido por el tamaño de la población civil no institucional adulta (o por la población en edad de trabajar que no está institucionalizada), LFPR = LF/Población.
La fuerza no laboral incluye a quienes no buscan trabajo, a quienes están institucionalizados (como en prisiones o pabellones psiquiátricos), a los cónyuges que se quedan en casa, a los niños que no están en edad de trabajar y a quienes sirven en el ejército. El nivel de desempleo se define como la población activa menos el número de personas empleadas actualmente. La tasa de desempleo se define como el nivel de desempleo dividido por la población activa. La tasa de empleo se define como el número de personas empleadas actualmente dividido por la población adulta (o por la población en edad de trabajar). En estas estadísticas, los autónomos se cuentan como empleados.
El mercado laboral tiene la capacidad de crear una mayor eficiencia derivada de la mano de obra, especialmente a nivel nacional e internacional, en comparación con formas más simples de distribución de la mano de obra, lo que lleva a un mayor crecimiento del PIB financiero y de la producción. Un mercado laboral eficiente es importante para el sector privado, ya que impulsa el aumento de los ingresos derivados mediante la reducción de los costes relativos del trabajo. Esto presupone que la división del trabajo se utiliza como método para alcanzar la eficiencia de costes.
Las variables como el nivel de empleo, el nivel de desempleo, la población activa y las vacantes no cubiertas se denominan variables de stock porque miden una cantidad en un momento dado. Pueden contrastarse con las variables de flujo, que miden una cantidad a lo largo del tiempo. Los cambios en la población activa se deben a variables de flujo, como el crecimiento natural de la población, la inmigración neta, los nuevos ingresos y las Jubilaciones. Los cambios en el desempleo dependen de los flujos de entrada (personas no empleadas que empiezan a buscar trabajo y personas empleadas que pierden su trabajo y buscan otro) y de los flujos de salida (personas que encuentran un nuevo empleo y personas que dejan de buscarlo). Al examinar la macroeconomía en general, se han identificado varios tipos de desempleo, que pueden separarse en dos categorías de desempleo natural y no natural.
Desempleo natural
- Desempleo friccional - Refleja el hecho de que las personas tardan en encontrar y asentarse en nuevos puestos de trabajo que consideren adecuados para ellos y su conjunto de habilidades.[5] Los avances tecnológicos suelen reducir el desempleo friccional; por ejemplo, los motores de búsqueda de Internet han reducido el coste y el tiempo asociados a la localización de empleo o selección de personal.
- Desempleo estructural - El número de puestos de trabajo disponibles en una industria no es suficiente para dar trabajo a todas las personas que están interesadas en trabajar o cualificadas para trabajar en esa industria. Esto puede deberse a los cambios en las industrias que prevalecen en un país o a que los salarios de la industria son demasiado altos, lo que hace que la gente quiera suministrar su mano de obra a esa industria.[5]
- Tasa natural de desempleo" (también conocida como "pleno empleo") - Es la suma del desempleo friccional y estructural, que excluye las contribuciones cíclicas del desempleo (por ejemplo, las recesiones) y el desempleo estacional. Es la tasa de desempleo más baja que una economía estable puede esperar alcanzar, dado que un cierto desempleo friccional y estructural es inevitable. Los economistas no se ponen de acuerdo sobre el nivel de la tasa natural, con estimaciones que oscilan entre el 1% y el 5%, ni sobre su significado: algunos la asocian con la "inflación no acelerada". La tasa estimada varía entre países y a lo largo del tiempo.[5]

Desempleo no natural
- En la economía keynesiana, cualquier nivel de desempleo que supere la tasa natural se debe probablemente a una demanda insuficiente de bienes en la economía en general. Durante una recesión, el gasto agregado es deficiente, lo que provoca la infrautilización de los insumos (incluida la mano de obra). El gasto agregado (AE) puede incrementarse, según Keynes, aumentando el gasto de consumo (C), aumentando el gasto de inversión (I), aumentando el gasto público (G), o aumentando el neto de las exportaciones menos las importaciones (X-M), ya que AE = C + I + G + (X-M).
- Desempleo estacional - Desempleo debido a las fluctuaciones estacionales de la demanda de trabajadores en los distintos sectores, como en el sector minorista cuando terminan las vacaciones que implican muchas compras.[5]

## Enfoques de equilibrio y de desequilibrio
Una clasificación muy útil para los distintos enfoques y aproximaciones dentro de la economía laboral es la de agruparlos según entiendan el mercado laboral en términos de equilibrio o si pongan énfasis en la identificación de desequilibrios en su funcionamiento.
Dentro de los teóricos del equilibrio, la tendencia dominante es la de la escuela neoclásica. Esta sería la corriente más tradicional, otras aportaciones han sido realizadas por los teóricos del capital humano y de la información asimétrica.
El enfoque tradicional del desequilibrio es el marxista con los elementos teóricos dejados por Marx. Este enfoque ha recibido luego también numerosos aportes, destacándose por ejemplo para América Latina los aportes de los teóricos de la dependencia y desde Francia los autores de la escuela de la regulación.

## Economía laboral neoclásica
En el enfoque de la escuela neoclásica, la economía laboral centra su estudio en el mercado de trabajo. Parten del funcionamiento de un mercado análogo al utilizado para los mercados en general, en el que existe una oferta y una demanda de cuya interacción saldrá un determinado precio y una determinada cantidad objeto de transacción. El precio en este caso es el salario y la cantidad el número de trabajadores empleados o la cantidad de horas trabajadas.
Como conclusión principal de este enfoque tenemos que: partiendo de los supuestos comunes de competencia perfecta, el mercado de trabajo tenderá a una situación de salario y empleo de equilibrio. Este salario corresponderá a la productividad marginal del trabajo y el nivel de empleo será aquel en el cual todos quienes deseen trabajar al salario vigente en el mercado lo hagan. El desempleo involuntario será entonces desempleo friccional de baja cuantía y de muy corta duración.

## Microeconomía neoclásica

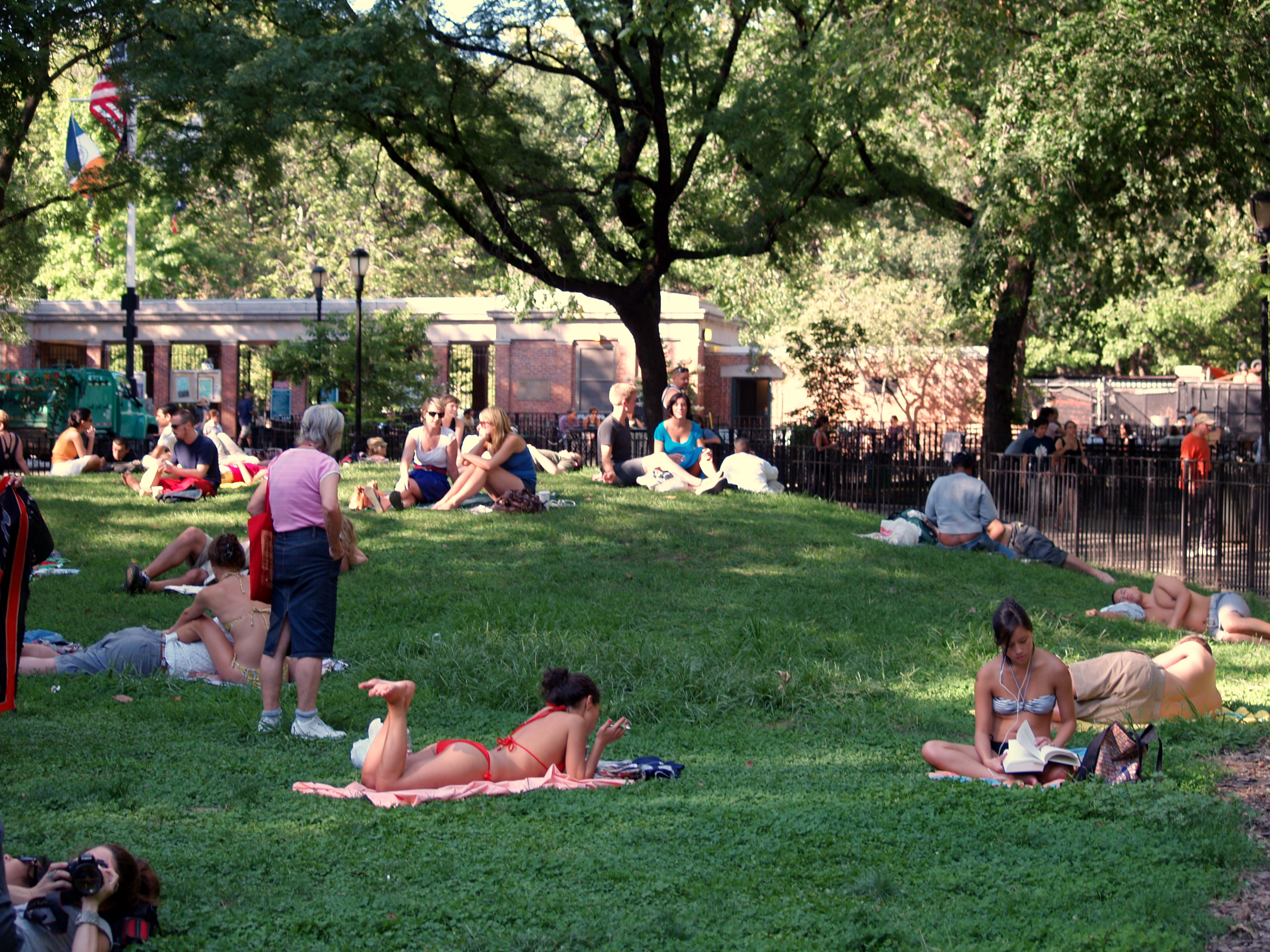
El modelo neoclásico analiza el trade-off entre horas de ocio y horas de trabajo.

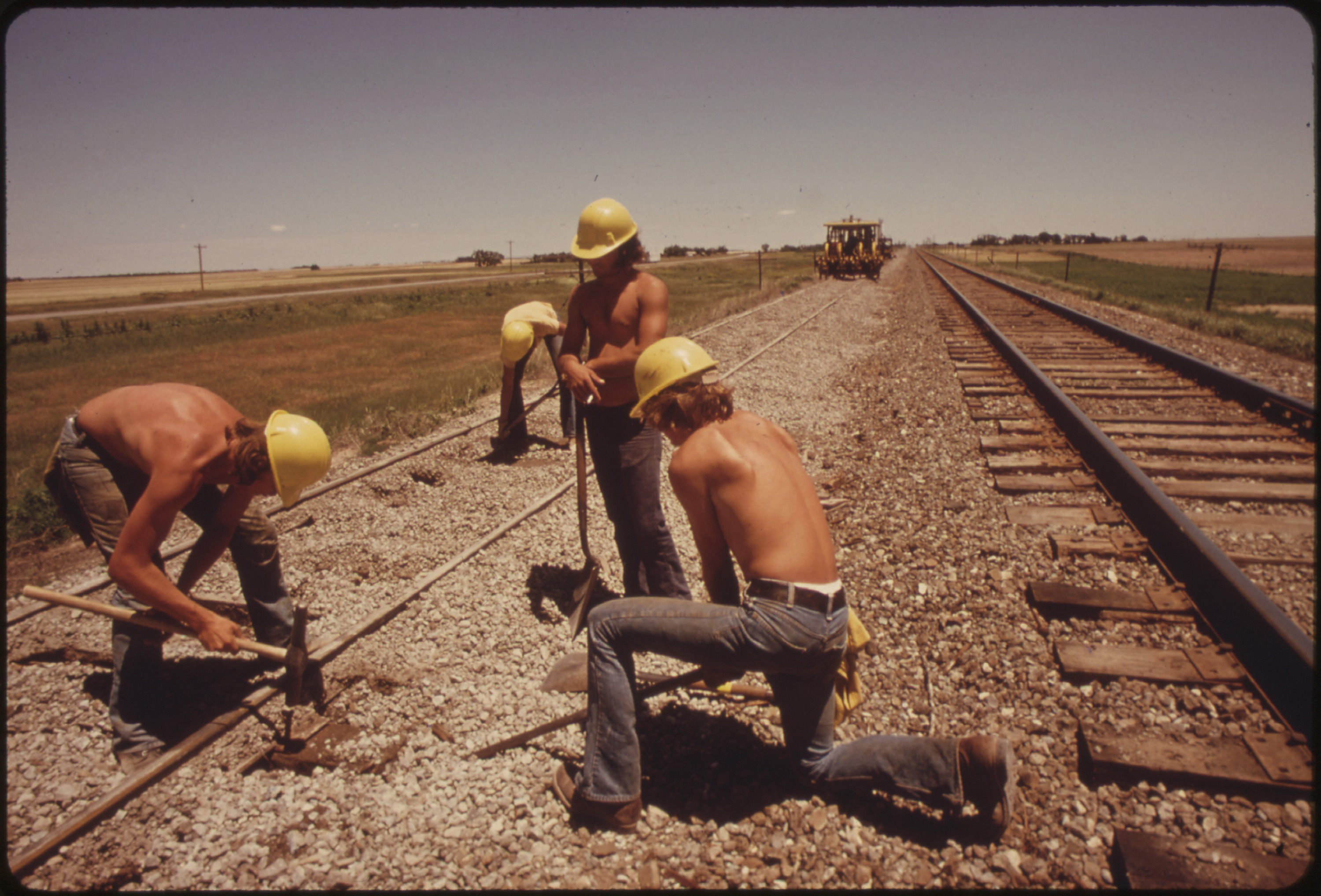
Trabajo ferroviario.

Los economistas neoclásicos consideran que el mercado de trabajo es similar a otros mercados en el sentido de que las fuerzas de la oferta y la demanda determinan conjuntamente el precio (en este caso el tipo de salario) y la cantidad (en este caso el número de personas empleadas).
Los hogares son proveedores de mano de obra. En la teoría microeconómica, se supone que las personas son racionales y buscan maximizar su función de utilidad. En el modelo del mercado de trabajo, su función de utilidad expresa las compensaciones de preferencia entre el tiempo de ocio y los ingresos procedentes del tiempo empleado en el trabajo. Sin embargo, están limitados por las horas disponibles.
Sin embargo, el mercado laboral difiere de otros mercados (como el de bienes o el financiero) en varios aspectos. En particular, el mercado de trabajo puede actuar como un mercado sin clearing. Mientras que, según la teoría neoclásica, la mayoría de los mercados alcanzan rápidamente un punto de equilibrio sin exceso de oferta ni de demanda, esto puede no ser cierto en el caso del mercado laboral: puede tener un nivel de desempleo persistente. El contraste del mercado laboral con otros mercados también revela la persistencia de diferencias compensatorias entre trabajadores similares.
Los modelos que suponen una competencia perfecta en el mercado de trabajo, como se analiza más adelante, concluyen que los trabajadores ganan su producto marginal del trabajo.
Sea w el salario por hora, k el total de horas disponibles para el trabajo y el ocio, L el número de horas de trabajo elegidas, π los ingresos de fuentes no laborales y A las horas de ocio elegidas. El problema del individuo es maximizar la utilidad U, que depende de la renta total disponible para gastar en consumo y también depende del tiempo dedicado al ocio, sujeto a una restricción temporal, con respecto a las elecciones de tiempo de trabajo y tiempo de ocio:
{\displaystyle {\text{maximizar}}\quad U(wL+\pi ,A)\quad {\text{con la condición que}}\quad L+A\leq k.}
Esto se muestra en el siguiente gráfico, que ilustra el equilibrio entre asignar tiempo a actividades de ocio y asignarlo a actividades generadoras de ingresos. La restricción lineal indica que cada hora adicional de ocio emprendida requiere la pérdida de una hora de trabajo y, por lo tanto, de la cantidad fija de bienes que podría comprar el ingreso de ese trabajo. Los individuos deben elegir cuánto tiempo destinar a ocio actividades y cuánto a trabajo. Esta decisión de asignación está informada por la curva de indiferencia denominada IC1. La curva indica las combinaciones de ocio y trabajo que le darán al individuo un nivel específico de utilidad. El punto donde la curva de indiferencia más alta es tangente a la línea de restricción (punto A), ilustra el óptimo para este proveedor de servicios laborales.
Si el consumo se mide por el valor de la renta obtenida, este diagrama puede utilizarse para mostrar una variedad de efectos interesantes. Esto se debe a que el valor absoluto de la pendiente de la restricción presupuestaria es el salario. El punto de optimización (punto A) refleja la equivalencia entre la tasa salarial y la tasa marginal de sustitución de ocio por ingresos (el valor absoluto de la pendiente de la curva de indiferencia). Dado que la tasa marginal de sustitución de ingresos por ocio es también la relación entre la utilidad marginal del ocio (MUL) y la utilidad marginal de los ingresos (MUY), uno puede concluir:
{\displaystyle {{MU^{L}} \over {MU^{Y}}}={{dY} \over {dL}},}
donde Y es el ingreso total y el lado derecho es el salario.
Si el salario aumenta, la línea de restricción de este individuo pivota hacia arriba de X,Y1 a X,Y2. Ahora puede comprar más bienes y servicios. Su utilidad aumentará desde el punto A en IC1 hasta el punto B en IC2. Para entender qué efecto podría tener esto en la decisión de cuántas horas trabajar, se debe observar el efecto ingreso y el efecto sustitución.
El incremento salarial mostrado en el diagrama anterior se puede descomponer en dos efectos separados. El efecto ingreso puro se muestra como el movimiento del punto A al punto C en el siguiente diagrama. El consumo aumenta de YA a YC y, dado que el diagrama supone que el ocio es un bien normal, el tiempo de ocio aumenta de XA a XC. (El tiempo de trabajo disminuye en la misma cantidad que aumenta el ocio).
Pero eso es sólo una parte de la imagen. A medida que aumenta el salario, el trabajador sustituirá el ocio por la provisión de mano de obra, es decir, trabajará más horas para aprovechar el salario más alto o, en otras palabras, sustituirá el ocio debido a su mayor  costo de oportunidad. Este efecto de sustitución está representado por el cambio del punto C al punto B. El impacto neto de estos dos efectos se muestra mediante el cambio del punto A al punto B. La magnitud relativa de los dos efectos depende de las circunstancias. En algunos casos, como el que se muestra, el efecto sustitución es mayor que el efecto ingreso (en cuyo caso se destinará más tiempo a trabajar), pero en otros casos, el efecto ingreso será mayor que el efecto sustitución (en cuyo caso caso se dedica menos tiempo al trabajo). La intuición detrás de este último caso es que el individuo decide que las ganancias más altas de la cantidad anterior de trabajo pueden "gastarse" comprando más ocio.
Si el efecto sustitución es mayor que el efecto ingreso, la oferta de servicios laborales de un individuo aumentará a medida que aumente el salario, lo que se representa mediante una pendiente positiva en la "curva de oferta de trabajo" (como en el punto E de la diagrama adyacente, que exhibe una elasticidad] de salario positivo). Esta relación positiva es creciente hasta el punto F, más allá del cual el efecto ingreso domina al efecto sustitución y el individuo comienza a reducir el número de horas de trabajo que ofrece (punto G) a medida que aumenta el salario; en otras palabras, la elasticidad del salario ahora es negativa.
La dirección de la pendiente puede cambiar más de una vez para algunos individuos y la curva de oferta de trabajo es diferente para diferentes individuos.
Otras variables que afectan la decisión de la oferta de mano de obra, y que pueden incorporarse fácilmente al modelo, incluyen impuestos, bienestar, entorno laboral e ingresos como una señal de capacidad o contribución social.

### Demanda neoclásica
La demanda de trabajo de una empresa se basa en su producto físico marginal del trabajo (PMPL). Se define como la producción adicional (o producto físico) que resulta de un aumento de una unidad de trabajo (o de un aumento infinitesimal del trabajo). (Véase también Fundamentos de la teoría de la producción.
La demanda de mano de obra es una demanda derivada, es decir, la contratación de mano de obra no se desea por sí misma, sino porque ayuda a producir el producto, que contribuye a los ingresos del empresario y, por tanto, a sus beneficios. La demanda de una cantidad adicional de mano de obra depende del producto marginal del ingreso (PMI) y del coste marginal (CM) del trabajador. En un mercado de bienes de competencia perfecta, el PRM se calcula multiplicando el precio del producto o servicio final por el producto físico marginal del trabajador. Si el PRM es mayor que el Coste Marginal de la empresa, ésta empleará al trabajador ya que al hacerlo aumentará el ganancia. Sin embargo, la empresa sólo emplea hasta el punto en que el MRP=MC, y no más allá, en la teoría económica neoclásica.
La MRP del trabajador se ve afectada por otros insumos de la producción con los que el trabajador puede trabajar (por ejemplo, maquinaria), a menudo agregados bajo el término "capital". Es típico en los modelos económicos que una mayor disponibilidad de capital para una empresa aumente la MRP del trabajador, a igualdad de condiciones. La educación y la formación se cuentan como "capital humano". Dado que la cantidad de capital físico afecta a la MRP, y dado que los flujos de capital financiero pueden afectar a la cantidad de capital físico disponible, la MRP y, por tanto, los salarios pueden verse afectados por los flujos de capital financiero dentro de los países y entre ellos, y por el grado de movilidad del capital dentro de los países y entre ellos.
De acuerdo con la teoría neoclásica, en el rango relevante de productos, el producto físico marginal del trabajo está disminuyendo (ley de rendimientos decrecientes). Es decir, a medida que se emplean más y más unidades de trabajo, su producción adicional comienza a declinar.
Además, aunque el MRP es una buena forma de expresar la demanda de un empleador, otros factores, como la formación de grupos sociales, pueden influir en la demanda, así como en la oferta laboral. Esto reestructura constantemente lo que es exactamente un mercado laboral y conduce a causar problemas para las teorías de la inflación.

### Equilibrio
El ingreso marginal del producto del trabajo se puede utilizar como la curva de demanda de trabajo para esta empresa a corto plazo. En los mercados competitivos, una empresa se enfrenta a una oferta de mano de obra perfectamente elástica que se corresponde con el salario y el costo marginal del recurso de la mano de obra (W = SL = MFCL). En mercados imperfectos, el diagrama tendría que ajustarse porque MFCL sería entonces igual a la tasa salarial dividida por los costos marginales. Dado que la asignación óptima de recursos requiere que el Coste marginal de los factores sea igual al producto marginal de los ingresos, esta empresa demandaría L unidades de mano de obra, como se muestra en el diagrama.
La demanda de trabajo de esta empresa puede sumarse a la demanda de trabajo de todas las demás empresas de la economía para obtener la demanda agregada de trabajo. Del mismo modo, las curvas de oferta de todos los trabajadores individuales (mencionados anteriormente) pueden sumarse para obtener la oferta agregada de trabajo. Estas curvas de oferta y demanda pueden analizarse del mismo modo que cualquier otra curva de oferta y demanda de la industria para determinar los niveles de equilibrio de los salarios y el empleo.
Existen diferencias salariales, sobre todo en los mercados de trabajo mixtos y total/parcialmente flexibles. Por ejemplo, los salarios de un médico y de un limpiador portuario, ambos empleados por el NHS, difieren mucho. Hay varios factores relacionados con este fenómeno. Entre ellos, el MRP del trabajador. El MRP de un médico es mucho mayor que el del limpiador de puertos. Además, las barreras para llegar a ser médico son mucho mayores que las de un limpiador de puertos. Para llegar a ser médico se necesita mucha educación y formación, lo cual es costoso, y sólo los que destacan en el ámbito académico pueden llegar a ser médicos. El limpiador de puertos, sin embargo, requiere una formación relativamente menor. Por tanto, la oferta de médicos es mucho menos elástica que la de limpiadores de puertos. La demanda también es inelástica, ya que hay una gran demanda de médicos y la atención médica es una necesidad, por lo que el NHS pagará salarios más altos para atraer a la profesión.